# Tripoli, Grčija
Tripoli (grško Τρίπολη, Tripoli, prej Τρίπολις, Tripolis, še prej Τριπολιτσά Tripolitsa) je mesto v osrednjem delu Peloponeza v Grčiji. Je glavno mesto regije Peloponez in območne enote Arkadija. Občina ima okoli 47.000 prebivalcev.

## Etimologija
V srednjem veku je bil kraj znan kot Drobolica, Drobolcá ali Dorboglica iz grškega hidropolis, "Mesto vode", ali morda iz južnoslovanske besede za "hrastov gozd" . V 18. in 19. stoletju so imeli znanstveniki idejo o "treh mestih" (Τρίπολις, τρεις πόλεις "tri mesta": Kalia, Dipoena in Nonakris. Pavzanias jih omenja, a brez geografske povezave,   ali Tegeja, Mantineja in Palantium ali Muhli, Tegeja in Mantineja  ali Nestani, Muhli in Tana), kot meni lažni etimolog G. C. Miles.  Italijanski geografski atlas 1687  ugotavlja, da je utrdba Goriza e Mandi et Dorbogliza; italijanski geografski slovar 1827 pripisuje ime Dorboglica razvalinam Mantineia (Mandi) in navaja, da so severno od Tripolizza. 
Turki so mesto in okrožje imenovali Tripoliçe.

## Zgodovina
Pred grško vojno za neodvisnost je bil pod otomanskim imenom "Tripoliçe" eno od otomanskih upravnih središč na Peloponezu (v Morejskem ejaletu, pogosto imenovan tudi "pašaluk Tripolitsa") in je v njem živelo veliko muslimanov in judov. Tripolis je bil eden  glavnih ciljev grških upornikov v grški vojni za neodvisnost, ki so ga zavzeli 17. oktobra 1821 po krvavem obleganju in maščevalnem uničenju muslimanov in judov. 
Ibrahim Paša je ponovno zavzel mesto 22. junija 1825, ko so premagali Grke. Preden so zapustili Peloponez v začetku leta 1828, so mesto uničili in podrli obzidje. 
Potem ko je bila leta 1830 ustanovljena neodvisna grška država, je bil Tripoli obnovljen in se je razvil v eno glavnih mest Kraljevine Grčije. Bil je glavno mesto okrožja Arkadija. V 19. in 20. stoletju je bilo mesto upravno, gospodarsko, trgovsko in prometno središče osrednjega in južnega Peloponeza.

## Geografija
Tripolis leži v središču Peloponeza, v široki gorski kotlini na približno 650 m nadmorske višine. Na vseh straneh je obdan z zelo gozdnatimi gorami, od katerih je najvišja in najbližja gora Majnal na severozahodu. Na jugozahodu kotline so bila včasih mokrišča, ki so jih zdaj izsušili in uredili kmetijska zemljišča. 
Zaradi svoje celinske lege in visoke nadmorske višine ima Tripolis prehodno sredozemsko/celinsko podnebje z vročimi suhimi poletji in mrzlimi zimami. Poletne temperature lahko presežejo 40 °C, zimske pa so lahko pod –10 °C. Sneži večkrat od konca oktobra do začetka aprila.
Glavni mestni trgi so usklajeni z glavno cesto in avtocesto, ki povezujeta Pirgos in Patras. Ena se imenuje Kennedy, druga pa Georgiu B' (Jurij II.). Južni del ima svojo glavno ulico Washington. Glavni del mesta je obdan z grajskim obzidjem, ki je bilo zgrajeno med otomansko zasedbo Grčije. Industrijski park je bil zgrajen na jugozahodu mesta.

## Uprava, občina
Občina Tripoli je bila ustanovljena po reformi lokalne samouprave leta 2011 in združena iz osmih nekdanjih občin, ki so zdaj občinske enote: 
- Falant
- Koritio
- Levidi
- Mantineja
- Skiritida
- Tegeja
- Tripoli
- Valtetsi

## Izobraževanje
Tripoli je sedež nedavno ustanovljene Peloponeške univerze z dvema oddelkoma: Znanost in tehnologija ter Ekonomika in upravna šola.

## Prebivalstvo
| Leto | Skupnost | Občinska enota | Občina |
| ---- | -------- | -------------- | ------ |
| 1981 | 21.337   | -              | -      |
| 1991 | 22.429   | 26.432         | -      |
| 2001 | 25.520   | 28.976         | -      |
| 2011 | 30.912   | 33.785         | 47.254 |

## Promet
Ker je v središču Peloponeza, je Tripoli prometno vozlišče. Korint je 75 kilometrov severovzhodno, Pirgos 145 km vzhodno, Patras 144 km severovzhodno, Kalamata 65 km jugozahodno  in Šparta 60 km južno.
Tripoli je v glavnem povezan z Atenami in preostalo Grčijo z avtocesto Korint–Tripoli–Kalamata, znana kot Morejska avtocesta (A7). Obvoz je GR-7, ki se je uporabljala kot glavna cesta do Tripolija pred avtocesto. Mesto je dostopno tudi po GR-74 in GR-76 iz Pirgosa in GR-39 iz Šparte.
Tripoli je povezan z meter široko železniško progo od Korinta do Kalamate. Helenske železnice (OSE) so progo obnovile in v letu 2009 ponovno vpeljale potniški promet za Argos in Korint, ki je bil nekaj let prekinjen. Decembra 2010 je bil promet ponovno prekinjen zaradi splošne prekinitve železniških storitev na Peloponezu.

## Pomembni prebivalci
- Konstantinos Georgakopulos (1890–1978), pravnik in politik, premier Grčije
- Morali Enişte Hasan Paša (1658–1713), otomanski vezir in general
- Kostas Karjotakis (1896–1928), pesnik
- Teodoros Kolokotronis (3. april 1770–4. februar 1843), general in vodja grške vojne za *neodvisnost
- Joanis Kosos, kipar
- Janis Kuros (1956), ultramaratonec
- Konstantinos Manetas (1879–1960), general in politik
- Teodoros Manetas (1881–1947), general in politik
- Aleksandros Papanastasiu (1876–1936), politik in sociolog, premier Grčije
- in drugi

## Pobratena mesta
Tripoli je pobraten z mestoma:
- Biblos, Libanon
- Peine, Nemčija

## Galerija
- Kip generala Teodorosa Kolokotronisa
- Agios Vasilios, stolnica v Tripoliju
- Železniška postaja, 1988
- Tripolitza, F. Poukeville
- Bitka za Tripolitsa, Panagiotis Zografos